# Gemini (Cedar Point)
Gemini (Latijn voor tweeling) is een hybride race-achtbaan in het attractiepark Cedar Point in Sandusky, Ohio.
De baan werd gebouwd in 1978 door Arrow Dynamics en ontworpen door Ron Toomer. Het is een van de oudste achtbanen in het park.